# Gunnlaugur Jónsson
Gunnlaugur Jónsson (ur. 29 listopada 1974 w Akranes) – islandzki piłkarz występujący na pozycji obrońcy. Trener klubu Akraness.

## Kariera klubowa
Gunnlaugur karierę rozpoczynał w 1993 roku w zespole Akraness. Występował tam do roku 1997 i w tym czasie zdobył z zespołem cztery mistrzostwa Islandii (1993, 1994, 1995, 1996), dwa Puchary Islandii (1993, 1996) oraz dwa Superpuchary Islandii (1994, 1995). Pod koniec 1997 roku przeszedł do szkockiego Motherwell. Następnie grał w norweskim Kongsvinger IL oraz szwedzkim Örebro SK, a w 1999 roku wrócił do ÍA. W 2000 roku zdobył z nim Puchar Islandii. Pomiędzy sezonami 2000 a 2001 Gunnlaugur przebywał na wypożyczeniu w niemieckim KFC Uerdingen 05 (Regionalliga Nord). Następnie wrócił do ÍA. W kolejnych latach zdobył z nim mistrzostwo Islandii (2001), a także Puchar Islandii (2003) oraz Superpuchar Islandii (2003).
W 2006 roku odszedł do zespołu Reykjavíkur. W 2008 roku wygrał z nim rozgrywki Pucharu Islandii. W 2009 roku przeszedł do Selfoss, gdzie grał jako grający trener, a po sezonie zakończył karierę piłkarską.

## Kariera reprezentacyjna
W reprezentacji Islandii Gunnlaugur zadebiutował 27 lipca 1997 w wygranym 1:0 towarzyskim meczu z Wyspami Owczymi. W latach 1997–2002 w drużynie narodowej rozegrał 12 spotkań.